# Aiún el Atrús
Aiún el Atrús (también conocida como El Atrouss) (árabe: عيون العتروس) es una ciudad en Mauritania meridional. Está situada aproximadamente a 16°40 Norte y 9°37 Oeste. Es la capital de la región de Hod Occidental. Fue una de las paradas en el Rally Dakar del año 2007.
El clima de esta ciudad es similar que al resto de las otras: posee veranos largos y cálidos e inviernos templados con lluvias que tienen lugar a finales de verano. De noche la temperatura puede llegar a alcanzar los -12º C, mientras que de día la temperatura oscila unos 42º C.
- Datos: Q175596